# Сабарівка
Саба́рівка — село в Україні, в Оратівській селищній громаді Вінницького району Вінницької області. Розташоване на обох берегах річки Юшка (притока Гірського Тікичу) за 15 км на південний схід від смт Оратів. Населення становить 420 осіб (станом на 1 січня 2018 р.).

## Історія
Під час проведеного радянською владою Голодомору 1932—1933 років померло щонайменше 205 жителів села.
12 червня 2020 року, відповідно розпорядження Кабінету Міністрів України № 707-р «Про визначення адміністративних центрів та затвердження територій територіальних громад Вінницької області», село увійшло до складу Оратівської селищної громади.
19 липня 2020 року, в результаті адміністративно-територіальної реформи та ліквідації Оратівського району, село увійшло до складу Вінницького району.

## Населення
Згідно з переписом УРСР 1989 року чисельність наявного населення села становила 613 осіб, з яких 268 чоловіків та 345 жінок.
За переписом населення України 2001 року в селі мешкало 590 осіб.

### Мова
Розподіл населення за рідною мовою за даними перепису 2001 року:
| Мова       | Відсоток |
| ---------- | -------- |
| українська | 99,49 %  |
| молдовська | 0,51 %   |

## Галерея

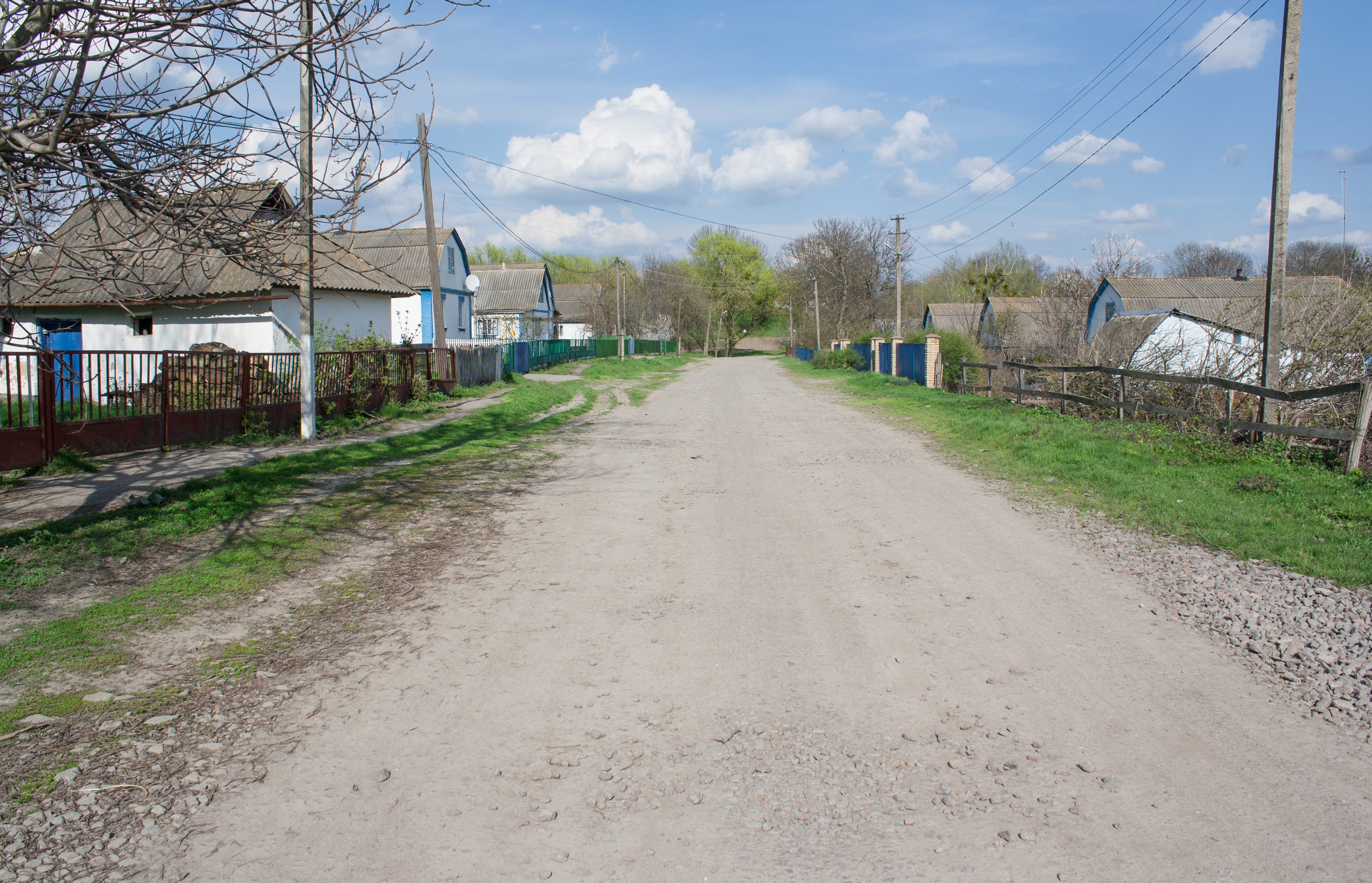
Вулиця Шевченка
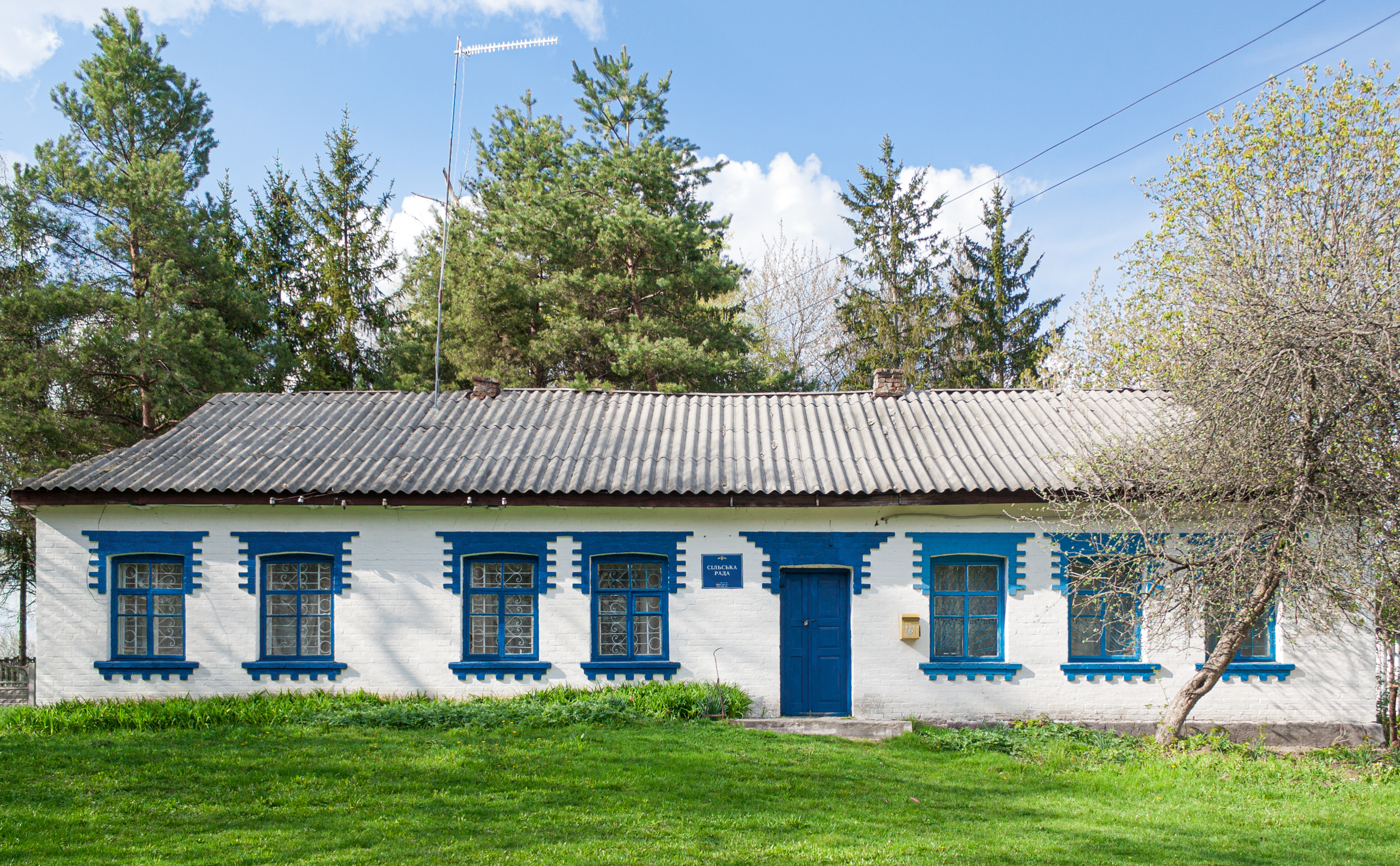
Сільська рада
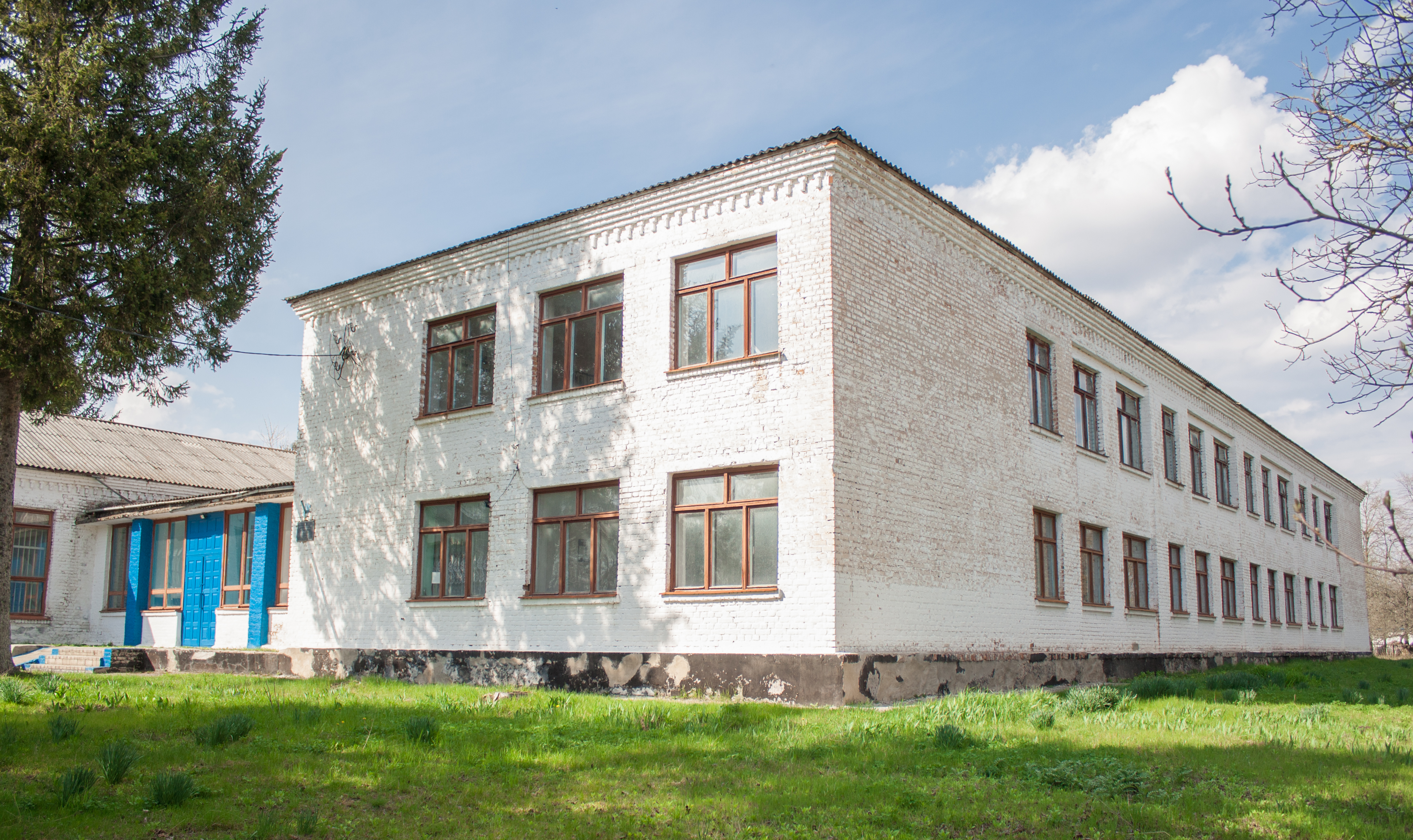
Школа
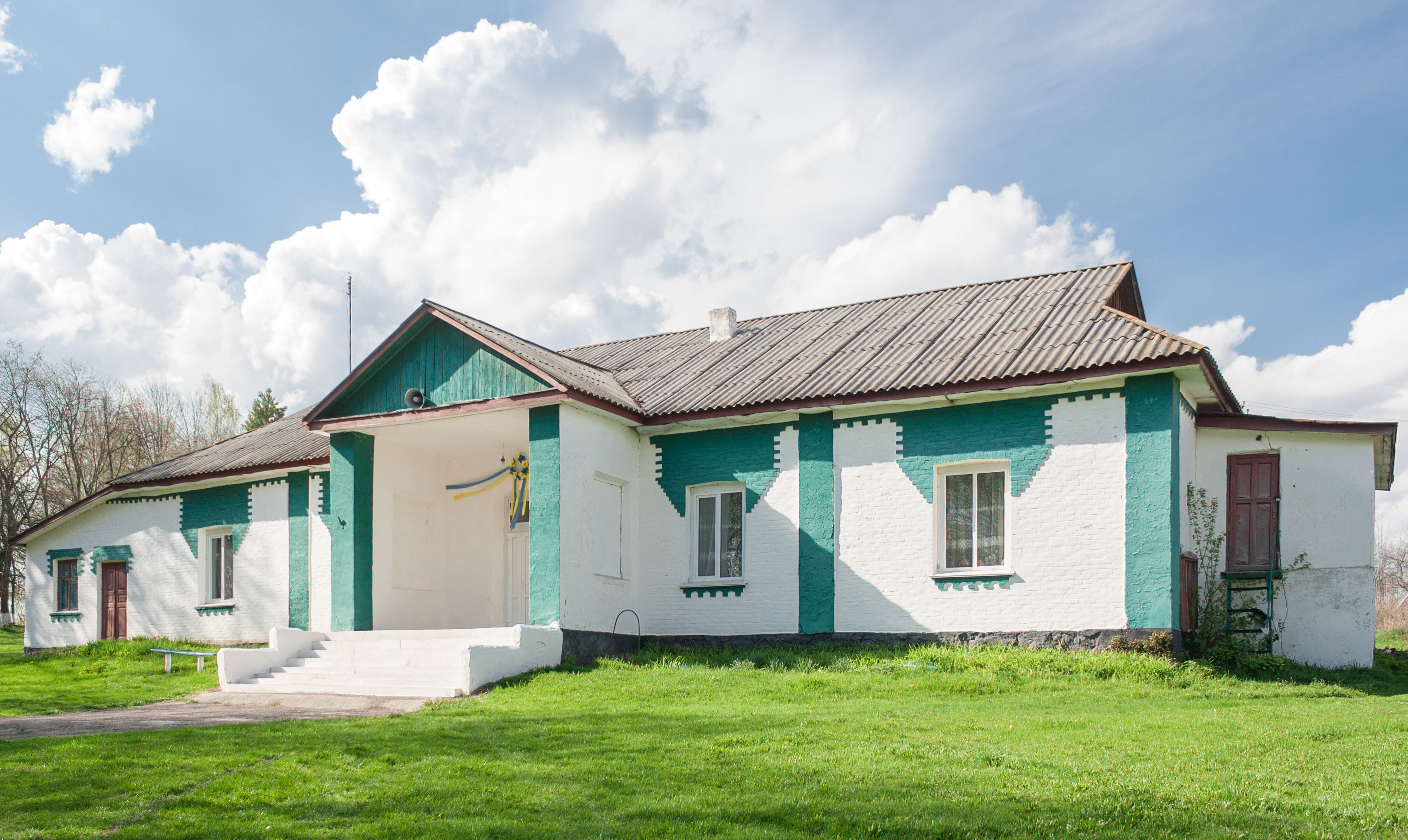
Будинок культури
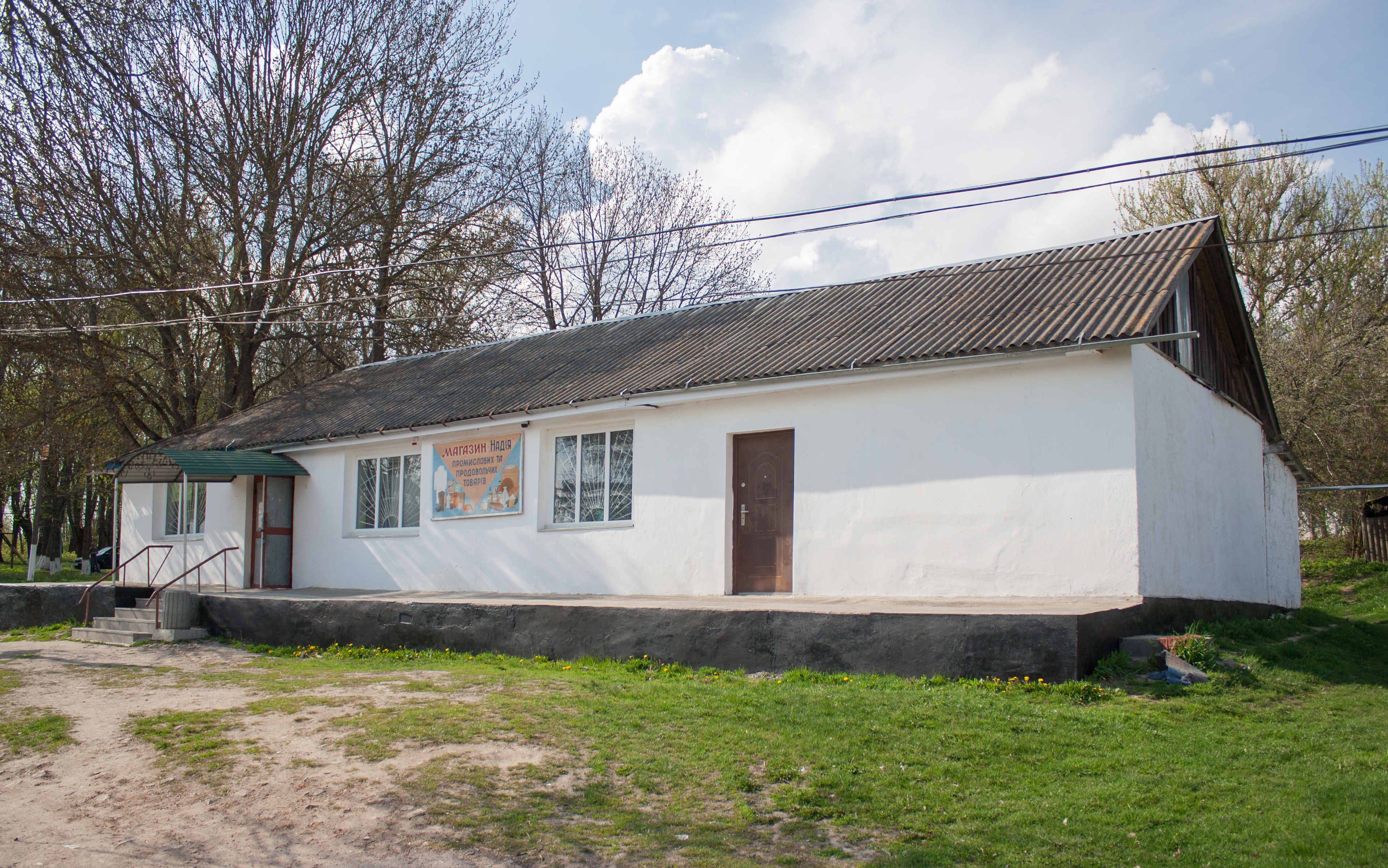
Магазин
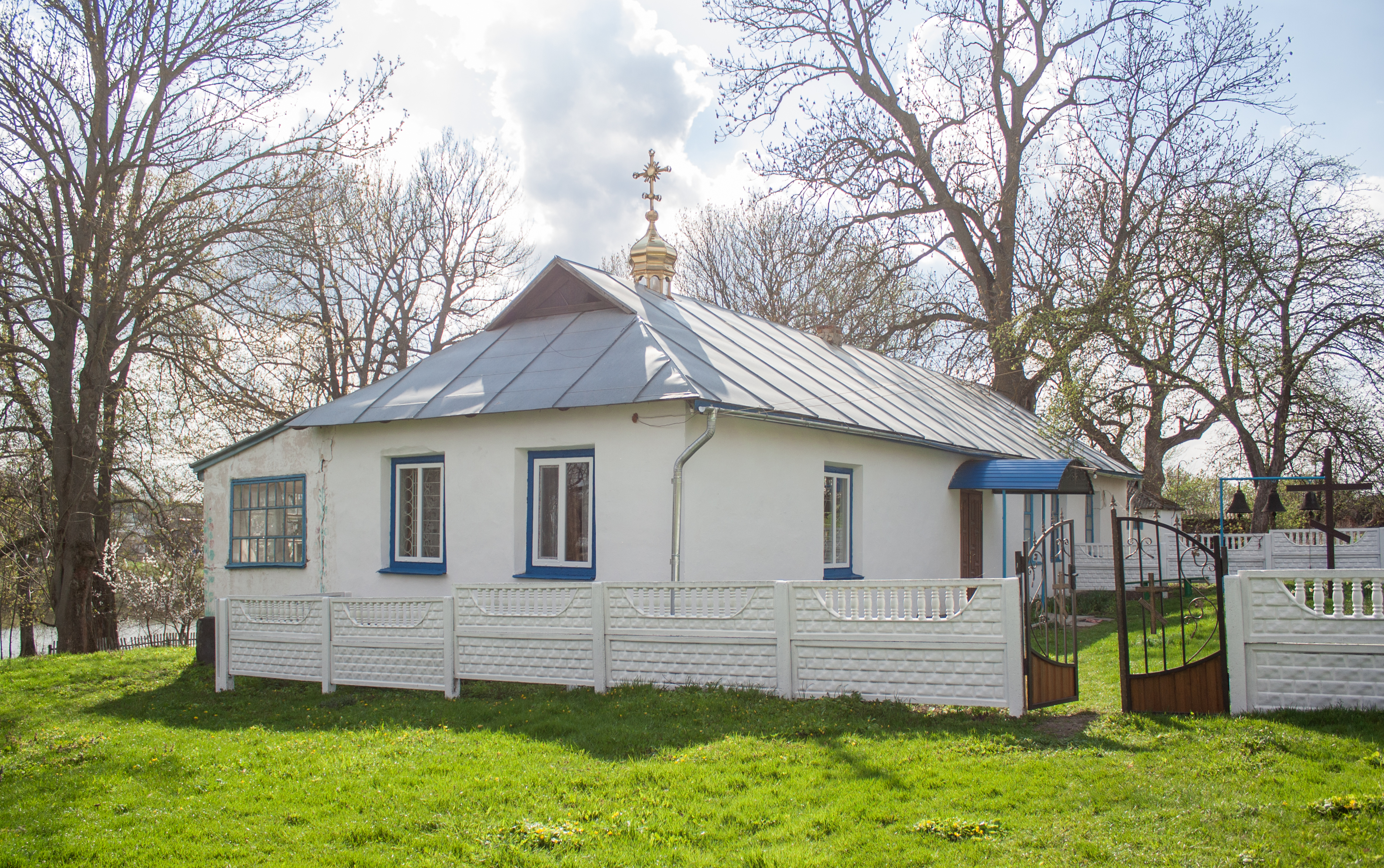
Церква
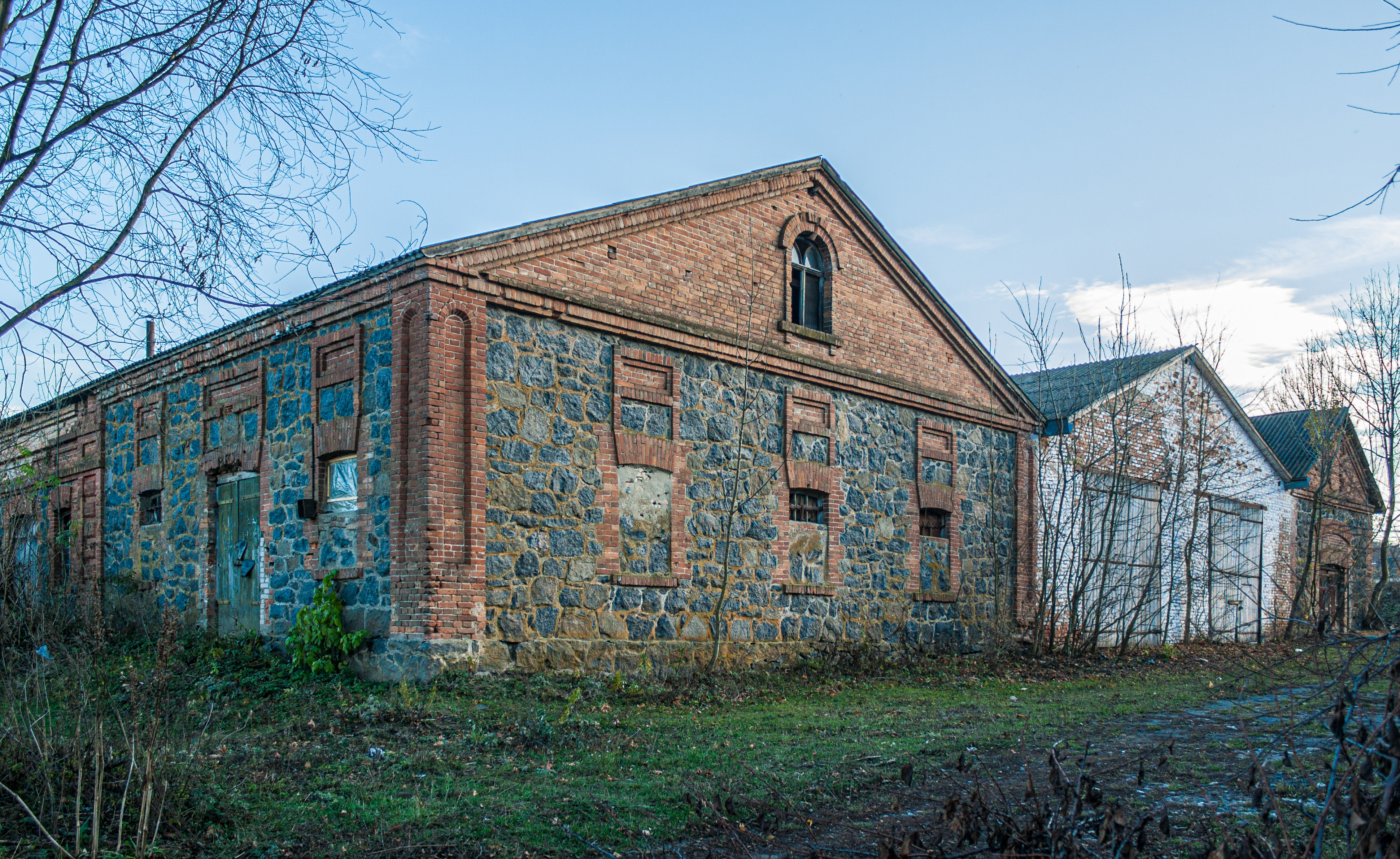
Борошномельний завод (2-га пол. XIX ст.)
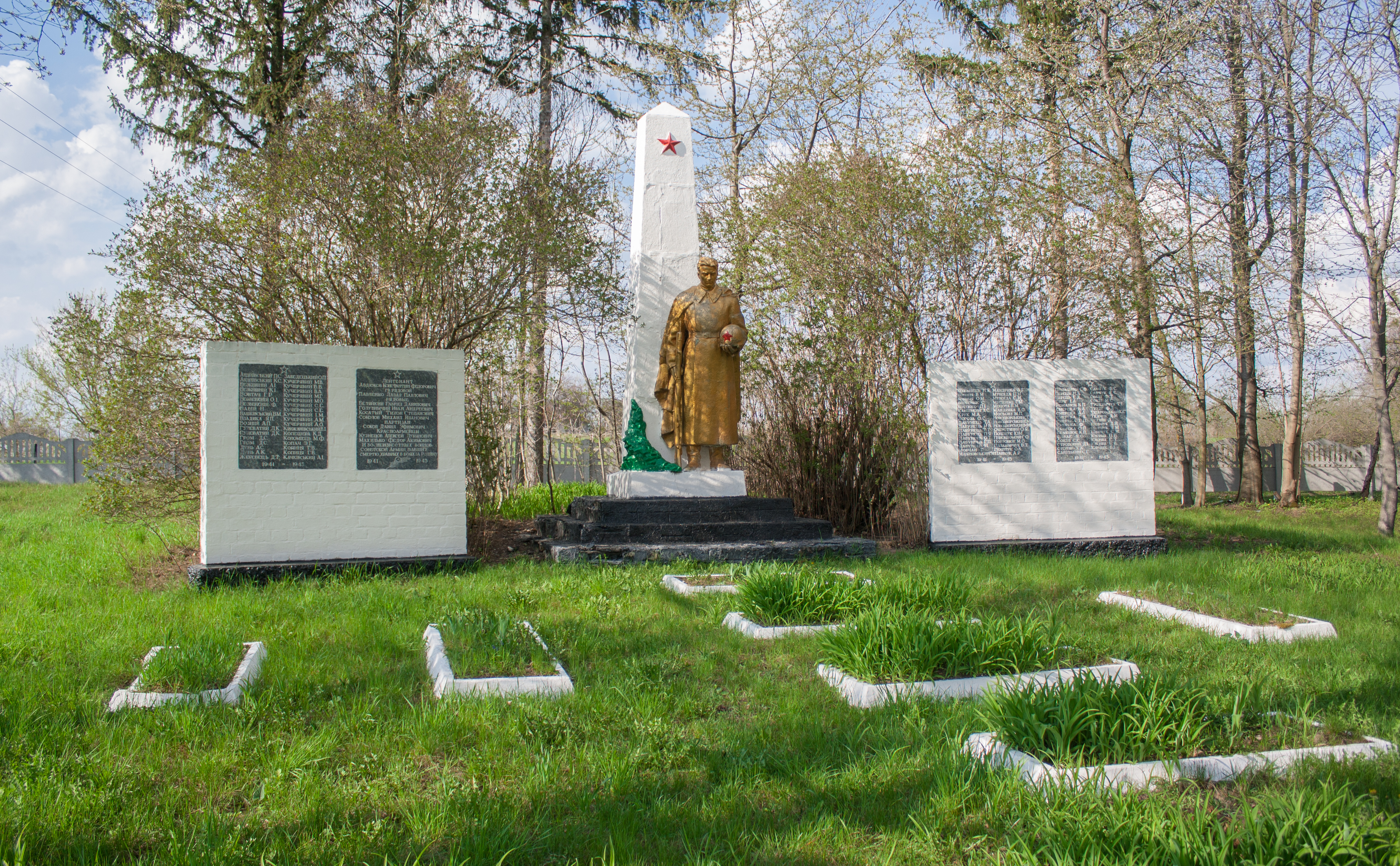
Братська могила і пам'ятник воїнам-односельчанам
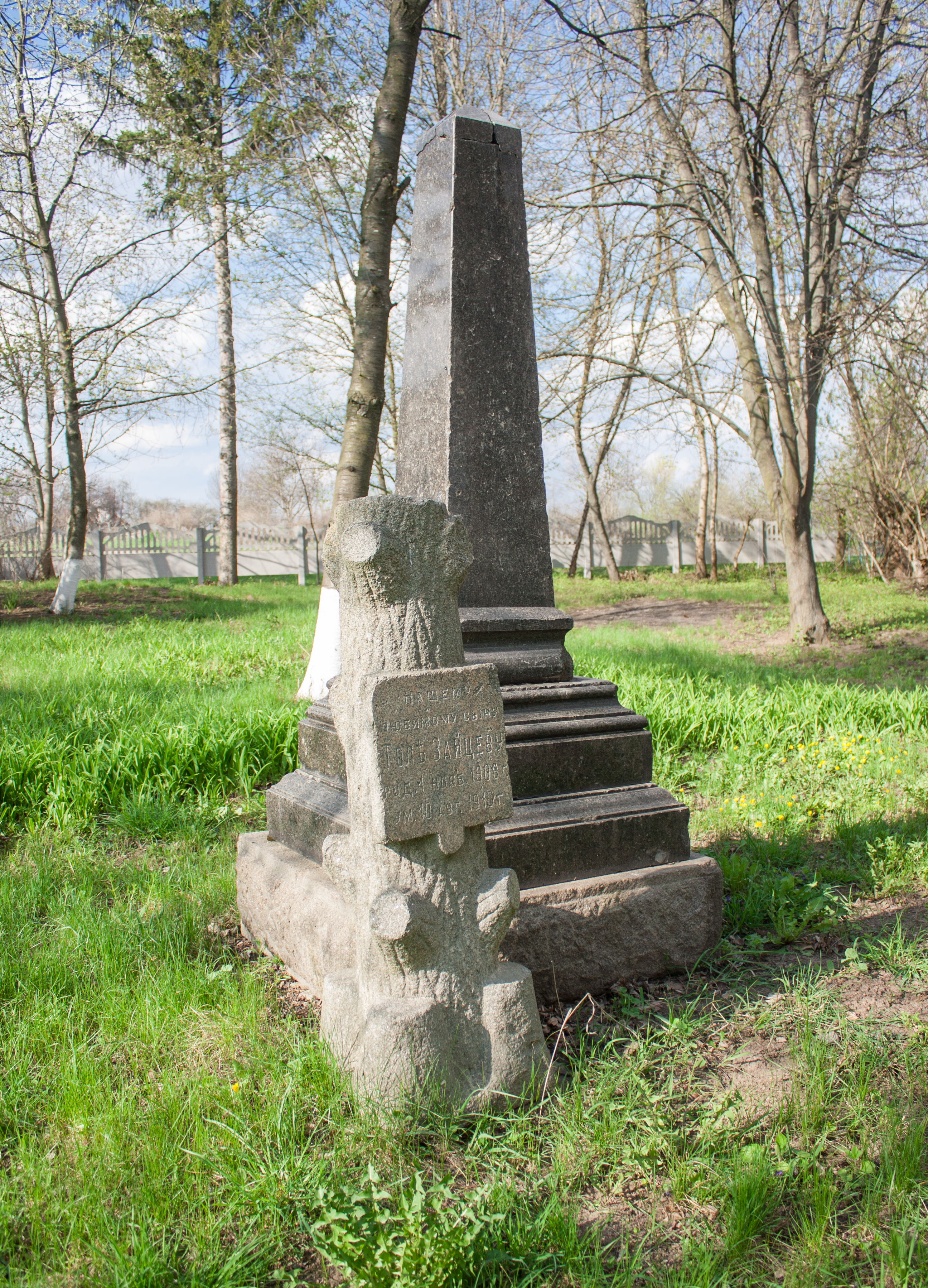
Пам'ятник (1910 р.)

## Постаті
- Бургеля Ігор Валентинович (1983—2022) — солдат Збройних сил України; учасник російсько-української війни.